# Xã Potter, Quận Beaver, Pennsylvania
Xã Potter (tiếng Anh: Potter Township) là một xã thuộc quận Beaver, tiểu bang Pennsylvania, Hoa Kỳ. Năm 2010, dân số của xã này là 548 người.